# モハマド・ノール・アリ
モハマド・ノール・アリ（Mohd Noor Ali、1975年5月16日 - ）は、シンガポールの元サッカー選手、サッカー指導者。元シンガポール代表。ポジションはMFあるいはFW。

## 概要
主にウィンガーとして活躍し、アレクサンダー・ドゥリッチの交代要員となる事が多かった。2003年にはSリーグの試合で賭博をした事によりシンガポールサッカー協会から処罰を受け、残りのシーズンは出場停止となった。

## クラブ歴
タンピネス・ローバースFCでプロになるものの出場機会は乏しく、ゲイラン・ユナイテッドFCに移籍。同チーム及びシンガポール・アームド・フォーシズFCで活躍した。その後、ウッドランド・ウェリントンFCに移籍した後にナショナルフットボールリーグ所属のアドミラルティFCに移籍した。2013年にかつて所属したゲイラン・インターナショナルFC（ゲイラン・ユナイテッドFCが改名）に負傷者が相次いだ事によりSリーグに復帰した。 

## 代表歴
シンガポール代表デビューは1998年であった。2004年以降は選出されなかった。

## 個人
弟はサッカー選手として活躍するジャミル・アリである。

## 個人成績

### 代表
代表での得点
| #  | 日附           | 場所                                             | 対戦相手 | 得点 | 結果 | 大会                |
| -- | -------------- | ------------------------------------------------ | -------- | ---- | ---- | ------------------- |
| 1. | 2004年12月20日 | シンガポール・シンガポール・ナショナルスタジアム | ラオス   | 2-1  | 勝利 | 2002 タイガーカップ |
| 2. | 2004年12月22日 | シンガポール・シンガポール・ナショナルスタジアム | タイ     | 1-1  | 引分 | 2002 タイガーカップ |

## タイトル

### クラブ
シンガポール・アームド・フォーシズFC
- Sリーグ: 2005, 2006
- シンガポール・カップ: 2007

ゲイラン・ユナイテッドFC
- シンガポール・カップ: 2009

### 代表
シンガポール
- 東南アジアサッカー選手権: 1998